# Робин (мультсериал)
Робин (англ. Robin) — мультсериал, созданный шведским аниматором Магнусом Карлссоном и озвученный Дэйвом Авеллоном.

## Персонажи
- Робин — главный герой, живёт в большом городе на пособие, хронический безработный.
- Бенджамин — лучший друг Робина, называет себя «Cheegro» и много пьет.

## Сюжет
30 эпизодов мультсериала рассказывают о безработном 20-летнем холостяке и его друге Бенджамине. Не совершая толком ничего полезного в своей жизни, они оказываются вовлеченными в различные неприятные ситуации, в основном с нелогичным концом. Каждый последующий эпизод не содержит в себе упоминаний о предыдущих.
Парочка (или зачастую один Робин) будет встревать в стычки с законом, с пьяницами, эксгибиционистами и с больными энтеробиозом.

## Проявление в обществе
Британская группа Radiohead увидела мульт-сериал на Channel 4 и связалась с Магнусом Карлссоном, выразив желание сделать клип под песню «Paranoid Android» на основе мульт-сериала «Робин». Карлссон согласился и придумал оригинальную идею, после того как просидел запершись в своем офисе, глядя через окно на мост и слушая только песню Paranoid Android. В этом клипе у группы есть камео-роль — они пьют в баре и наблюдают за танцующим на их столе человеком, у которого из живота лезет ещё одна голова.
В 2006 Карлссон сделал ещё один клип для танцевального номера Daddy DJ. Группа тоже являлась фанатом Робина. На видео показан диджей, а его сын через веб-камеру прежде чем тот подпишет контракт на звукозапись.

## Лиза
После Робина Карлссон создал похожий сериал под названием «Лиза». Главной героиней была девочка из простой семьи. Так же, как и Робин, она жила в квартире и описывала происходящие с ней события. Характер сериала был шире, чем у Робина и транслировался даже во время детских мультипликационных блоков.